# Vatellus wheeleri
Vatellus wheeleri är en skalbaggsart som beskrevs av K. B. Miller 2005. Vatellus wheeleri ingår i släktet Vatellus och familjen dykare. Inga underarter finns listade i Catalogue of Life.